# Szervezeti felépítés
Egy cégnek különböző szervezeti felépítése lehet.

## Funkcionális
A szervezetben az azonos munkát végző, illetve azonos tudású emberek szerveződnek egy csoportba.
Pl. a vezérigazgató alatt az alábbi egységek lehetnek:
- Kereskedelem
- Számítástechnika
- Pénzügy

## Projekt szerint
Az egy projektben dolgozók szerveződnek csoportokban.
A dolgozóknak nincs saját osztályuk ahová tartoznak. Projektekhez vannak hozzárendelve és ha a projekt véget ér, akkor új projektet kell keresniük.

## Mátrix
A munkavállalók a funkcionális szervezethez hasonlóan tudásuk, illetve azonos feladataik révén szerveződnek csoportokra. Emellett azonban az egyes munkavállalók projektekhez is hozzá vannak rendelve. Emiatt a dolgozóknak 2 felettesük van: egy funkcionális line manager és projekttagként a projektvezető.
A mátrix szervezetnek az alábbi típusait ismerjük:
- Gyenge mátrix: A funkcionális vezető hozza a döntéseket, a projektvezetőnek kisebb hatalma van.
- Erős mátrix: A projektvezetőnek nagyobb hatalma van mint a funkcionális vezetőnek. A funkcionális vezető szakértőként segít és az erőforrásokat rendeli hozzá a projekthez.
- Kiegyensúlyozott mátrix: A projektvezetőnek és a funkcionális vezetőnek közel azonos hatalma van.